# Schlotheimia foveolata
Schlotheimia foveolata är en bladmossart som beskrevs av Ferdinand François Gabriel Renauld och Jules Cardot 1895. Schlotheimia foveolata ingår i släktet Schlotheimia och familjen Orthotrichaceae. Inga underarter finns listade i Catalogue of Life.